# Phalotris tricolor
Phalotris tricolor — вид отруйних змій родини полозових (Colubridae). Мешкає в Південній Америці.

## Поширення і екологія
Phalotris tricolor мешкають в північній і центральній Аргентині, в Болівії і Парагваї. Вони живуть в сухих тропічних лісах і чагарникових заростях та на луках.